# Christuskirche (Windhoek)

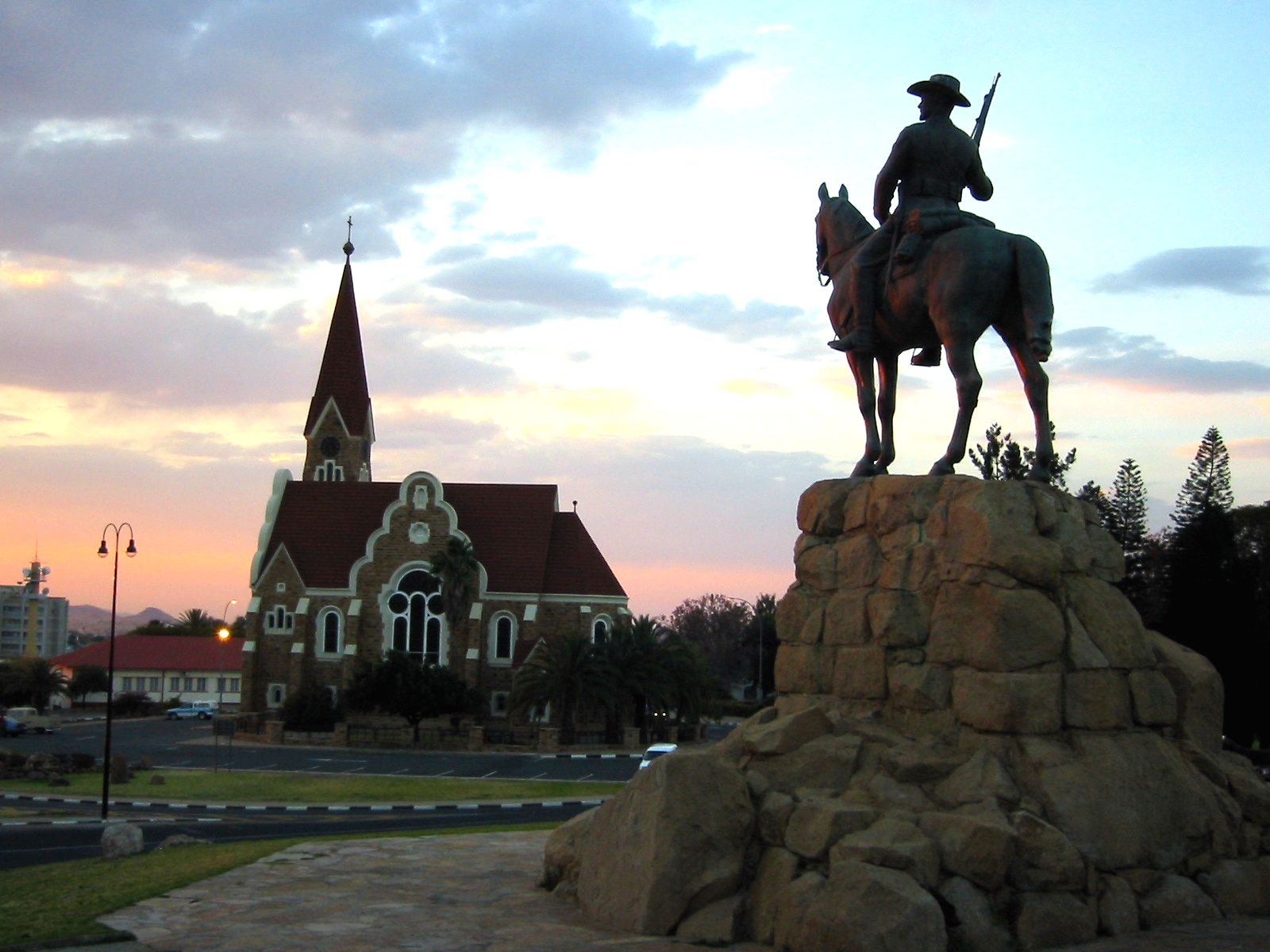
Il Reiterdenkmal

La chiesa luterana Christuskirche ("Chiesa di Cristo") è l'edificio storico più caratteristico di Windhoek, capitale della Namibia, oltre che uno degli esempi più lampanti di architettura coloniale tedesca in Africa.

## Storia
La costruzione della chiesa ebbe inizio nell'aprile del 1896 per volere del pastore luterano Wilhelm Anz. La struttura moderna fu però progettata nei primi anni del XX secolo dall'architetto Gottlieb Redecker, a cui si deve l'insolito stile della costruzione, una inedita ibridazione di neogotico e Art Nouveau. Redecker progettò anche altri edifici istituzionali di Windhoek, come il Palazzo del Parlamento. Al termine delle guerre herero, nel 1910, la chiesa venne dedicata alla pace raggiunta fra tedeschi, herero, ovambo e ottentotti.

## Materiali e struttura
I muri e il campanile di 24 m furono costruiti usando pietra saponaria proveniente dalle cave della fattoria di Guche-Ganus, a circa 30 km di distanza. Il portone è in marmo, così come l'altare, decorato da una Resurrezione di Lazzaro che è una copia del celebre dipinto di Rubens. Le vetrate a mosaico furono donate dal Kaiser Guglielmo II.

## Posizione
La chiesa si trova nel pieno centro storico di Windhoek, nei pressi dei Giardini del Parlamento e del Tintenpalast. Di fronte alla chiesa si trovava il cosiddetto Reiterdenkmal, un monumento ai soldati delle Schutztruppe caduti durante le guerre herero.